# Düsseldorfer Straße 118 (Mönchengladbach)

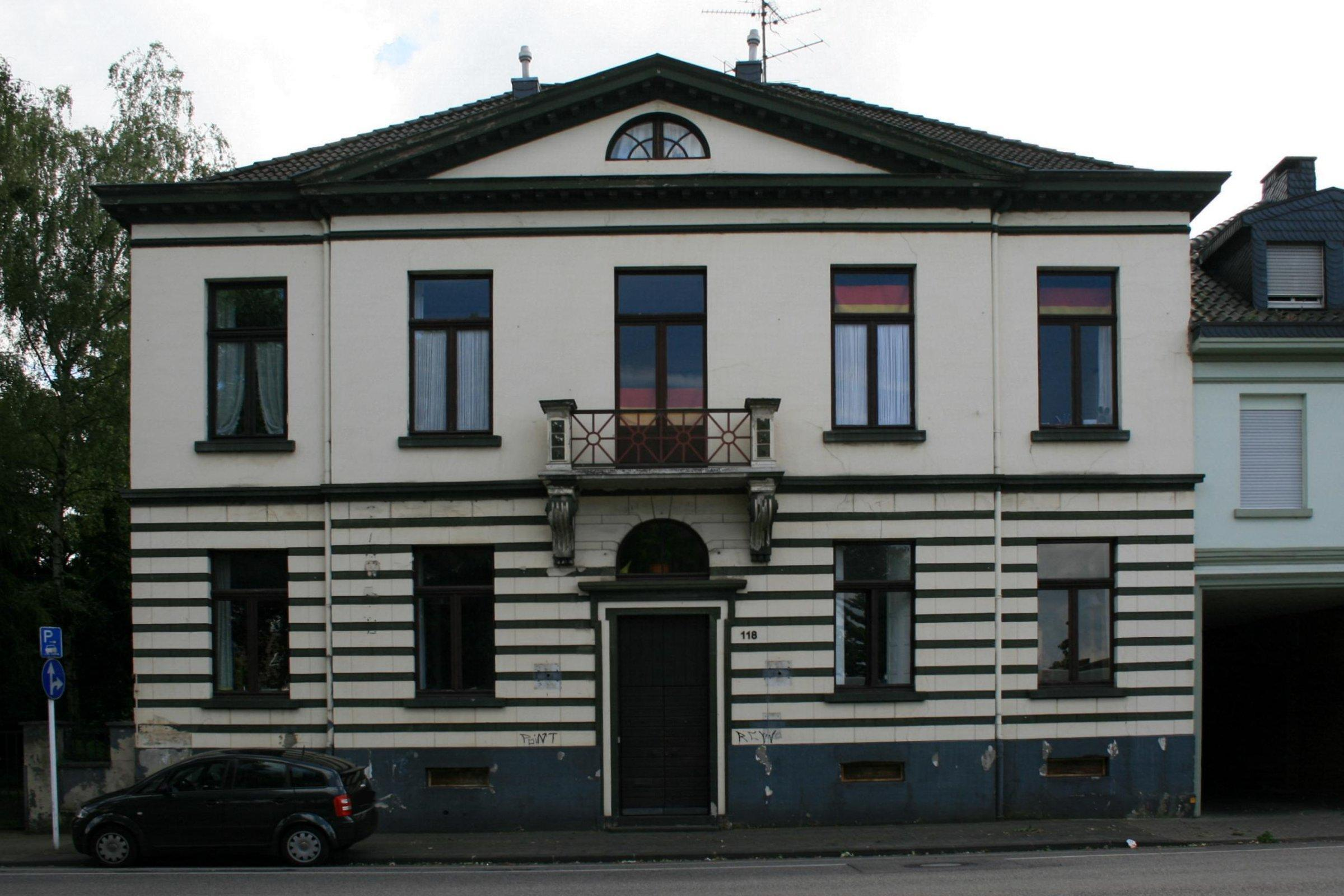
Wohnhaus (2010)

Das Wohnhaus Düsseldorfer Straße 118 steht im Stadtteil Rheydt in Mönchengladbach (Nordrhein-Westfalen).
Das Haus wurde im dritten Viertel des 19. Jahrhunderts erbaut. Es ist unter Nr. D 001 am 4. Dezember 1984 in die Denkmalliste der Stadt Mönchengladbach eingetragen worden.

## Architektur
Städtebauliche Lage in einer intakten Gebäudegruppe an einer dreiecksförmigen Platzbildung mit Grüngestaltung der Düsseldorfer Straße gelegen – in weiterem Zusammenhang die Häuser Nr. 114 und 108 in Formen des Historismus erhalten. Die Dachausformung von Nr. 118 als Walmdach sowie die Krüppelwalmdächer der westlich anschließenden Nachbarbebauung lassen auf die Absicht schließen, ursprünglich Einzelhäuser getrennt voneinander zu errichten.
Das Haus Nr. 118 aus dem dritten Viertel des 19. Jahrhunderts ist als zweigeschossige, würfelförmige Stadtvilla konzipiert mit Walmdach und straßenseitigem Mittelrisalit, der durch ein Giebeldreieck betont wird.